# Sikorsky SH-60 Seahawk
Pour les articles homonymes, voir H-60 et Seahawk.
Le Sikorsky SH-60 Seahawk est un hélicoptère multimission utilisé par l'US Navy. Il est dérivé du UH-60 Black Hawk utilisé par l'US army.
L'US Navy utilise la cellule du H-60 sous les désignations SH-60B, SH-60F, HH-60H, MH-60R et MH-60S. Capable d'être déployé à bord d'un navire, le Seaheawk peut remplir un grand nombre de missions comme la guerre anti-sous-marine ou antisurface, les opérations spéciales, le sauvetage, le ravitaillement ou le transport médical.
Le Jayhawk est une version du SH-60 pour les garde-côtes américains. Il est principalement employé pour le sauvetage en mer, le transport de fret et les missions de police maritime.

## Origines
Durant les années 1970, l'United States Navy commença à chercher un remplaçant au SH-2 Seasprite. Elle cherchait alors un hélicoptère plus grand. Elle évalua le Sikorsky YUH-60 et Boeing-Vertol YUH-61 dans le cadre du programme UTTAS de l'US Army ainsi que d'autres modèles proposés par Bell, Kaman, Westland et MBB.
En 1978, elle sélectionna finalement le H-60 sous la désignation SH-60B Seahawk.

## SH-60B "Seahawk"

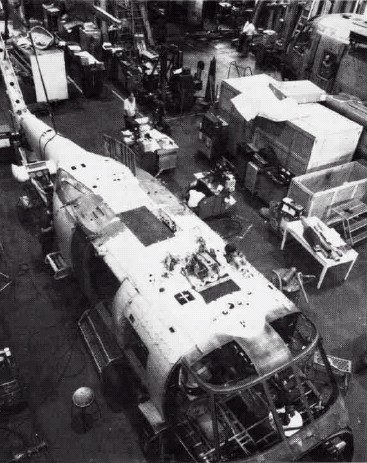
Ligne de production de SH-60B à Stratford (Connecticut) en 1980

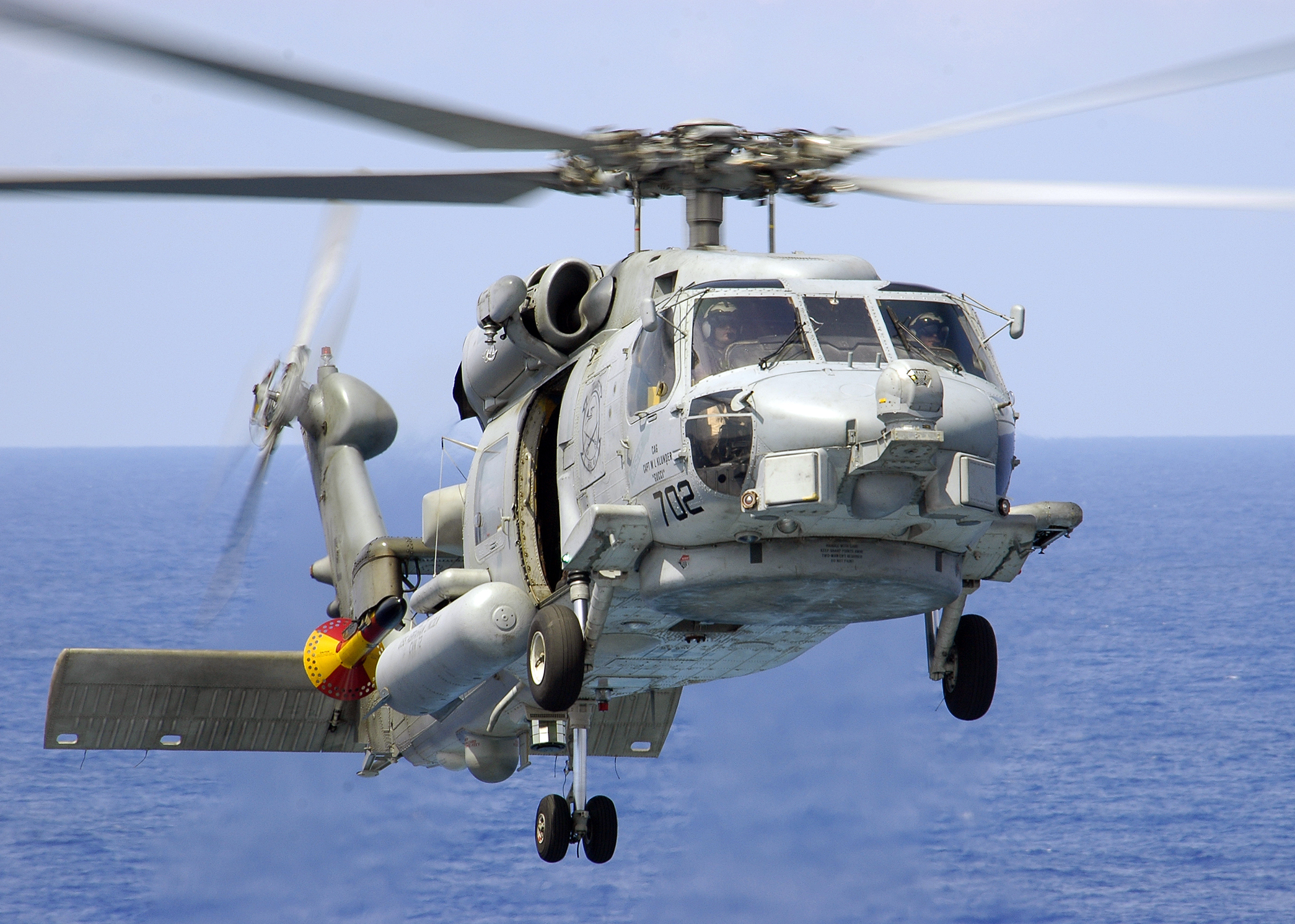
Un SH-60B se prépare à apponter sur le porte-avions "Abraham Lincoln" (2006). On remarque sur son flanc droit un détecteur d'anomalie magnétique et un réservoir de carburant supplémentaire.

Pour des raisons économiques, le SH-60B est très proche de son cousin UH-60A (83 % de pièces communes). Les principales différences portent sur :
- une meilleure protection contre la corrosion ;
- des moteurs General Electric T700 plus puissants ;
- une roulette de queue déplacée vers l'avant ;
- une seule porte coulissante sur le côté droit au lieu de deux ;
- deux pylônes supplémentaires.

D'autres modifications concernent l'ajout d'un radar, d'un FLIR, d'un détecteur d'anomalie magnétique (MAD), de réservoirs de carburant internes et d'un lanceur de bouées acoustiques. Son rotor et sa queue sont repliables électriquement.
Il peut être armé de torpilles Mk 46, Mk 50 ou Mk 54 et de missiles Hellfire. une mitrailleuse de sabord peut être montée.
L'équipage standard d'un SH-60B est de trois hommes : un pilote, un copilote/officier tactique et un opérateur.
Le SH-60B est entré en service en 1984. Il est déployé à bord des frégates, destroyers et croiseurs. Sa mission primaire est la lutte antisurface et anti sous-marine.
Mitsubishi construit sous licence le Seahawk pour la marine japonaise sous les désignations SH-60J et SH-60K.
Le SH-60 est aussi utilisé pour simuler les MI-24 au sein du Naval Strike and Air Warfare Center. Cette unité est surtout connue sous le nom de "top gun". Elle emploie plusieurs types d'aéronefs dont 4 SH-60 qui simulent des hélicoptères soviétiques.

## SH-60F "Oceanhawk"
Après l'entrée en service du SH-60B, l'US Navy demanda un successeur au SH-3 Sea King. C'est donc tout naturellement que Sikorsky remporta en 1985 un marché pour un hélicoptère embarqué dérivé du Seahawk. Le prototype vola pour la première fois en 1987 et entra en service en 1989.
Le SH-60F est assez proche du SH-60B. Ses missions sont pour l'essentiel les mêmes. Toutefois il existe une différence majeure :
- Le SH-60B opère seul à partir d'un navire isolé et en complète coordination avec lui.
- Le SH-60F est conçu pour protéger avec d'autres hélicoptères une flotte entière à partir d'un porte-avions.

Il doit le protéger des menaces de surface dans un périmètre de 50 miles et jusqu'à 150 miles pour les menaces sous-marines. Il peut lancer et écouter les bouées acoustiques grâce à un quatrième homme d'équipage.
Il traque les sous-marins grâce à son sonar actif AQS-13F (au lieu d'un MAD) et bénéficie d'un pilote automatique pour les phases de vol stationnaire.
Il assure les missions de transport entre navires de la flotte. 
Le SH-60F a aussi une mission spécifique : celle de porter secours aux pilotes qui tomberaient en mer pendant un appontage ou un catapultage. En France, on les appelle les pedro, aux États-Unis les "Plane Guard".

## HH-60H "Rescue Hawk"
Le HH-60H est basé sur le SH-60F. Ses missions primaires sont la recherche et le sauvetage au combat (CSAR), les opérations spéciales et la lutte antisurface. Il a été développé à partir de 1986 en même temps que le HH-60J, une version destinée aux garde-côtes américains.
Les premiers hélicoptères ont été livrés en 1989. Il est généralement appelé Rescue Hawk bien que son nom officiel soit SeaHawk.
Pour assurer sa survie, il est doté de nombreux capteurs dont une tourelle FLIR avec désignateur laser, un leurre infrarouge ALQ-144, des détecteurs radar et laser, un détecteur de départ missile et des dispensateurs de leurres radars et thermiques. Des déflecteurs sont montés sur les sorties de turbine pour atténuer la signature thermique de l'hélicoptère.
Le HH-60H peut emporter jusqu'à 4 missiles Hellfire et ainsi qu'une grande variété d'armes montées en sabord (M60, M240, GAU-16 ou GAU-17).
L'équipage standard est composé d'un pilote, d'un copilote, un chef de cabine et deux mitrailleurs. Il peut emporter 8 passagers.

## MH-60S "Knighthawk"
Le MH-60S est un hélicoptère multi-missions conçu pour remplacer le CH-46 Sea Knight.
Ses missions principales sont le transport de troupes et le ravitaillement des navires (VERTREP : l'hélicoptère dépose son chargement sous élingue sans se poser). Mais il peut aussi mener des missions de sauvetage. Il est déployé à bord des navires d'assaut amphibies et des navires de ravitaillement.
Le MH-60S n'a pas de détecteur mais il est équipé d'un leurre infrarouge ALQ-144. Il sera dans un proche avenir doté d'un système de détection de mines. C'est aussi le premier hélicoptère de l'US Navy à être doté d'une planche de bord tout-écran (glass cockpit) avec 4 écrans.
Son armement est composé de mitrailleuses M60, M240 ou GAU-17. Un kit dérivé de celui utilisé sur les Black Hawk lui permet d'emporter des missiles Hellfire, des roquettes Hydra 70 ou des canons.
À la différence des autres versions navalisées, il n'est pas conçu sur la base du SH-60B mais à partir du UH-60L (la version terrestre). On le remarque à la roulette de queue et aux portes latérales qui sont identiques à celle du Black Hawk. Il est doté toutefois des moteurs et du rotor du SH-60.
Il est habituellement appelé "KnightHawk" (en référence à son prédécesseur) bien que son nom officiel soit ""Seahawk" 
L'équipage standard est composé d'un pilote, d'un copilote, et de deux membres d'équipage dont le rôle dépend de la mission.

## MH-60R "Seahawk"

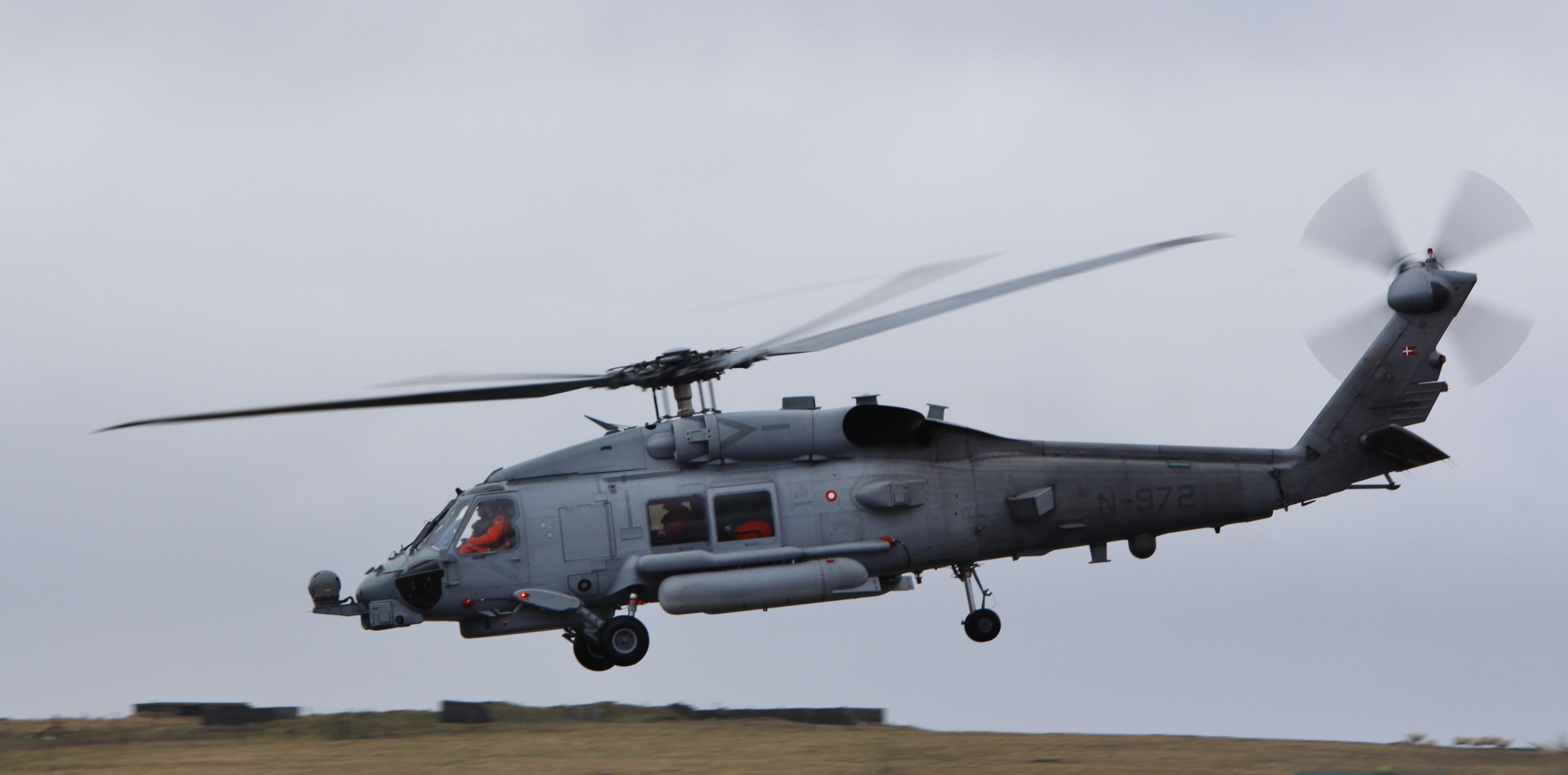
Un MH-60R de la marine royale danoise en 2018.

Le MH-60R a été conçu pour succéder aux SH-60B et SH-60F. Son développement a commencé en 1993. Le premier vol a eu lieu en 1999 et les premiers appareils de série ont été livrés en 2008. Baptisé à l'origine SH-60R (R pour remanufacturing), il a été par la suite renommé MH-60R pour refléter le caractère multi-missions de l'hélicoptère.
Il est équipé de nouveaux senseurs, d'un cockpit tout-écran (le même que celui du MH-60S), d'un FLIR et d'un sonar amélioré. Son radar peut détecter des navires à 250 km. Il peut lancer la torpille Mk 54 de 324 mm, le missile AGM-114 Hellfire et des roquettes. Son nom était d'ailleurs initialement "Strikehawk".
Environ 240 SH-60B et F de l'US Navy doivent être transformés par Sikorsky et Lockheed Martin en MH-60R. Les modifications incluent aussi l'extension de la durée de vie de la structure de l'appareil.
En date du 13 novembre 2014, 200 des 291 hélicoptères prévus à cette date ont été livrés à l'US Navy ainsi que 5 des 24 appareils commandés par les forces aériennes de la marine australienne , la production des 9 commandés par la marine royale danoise a commencé. En mars 2016, l'Australie a reçu la totalité de sa commande. 
10 exemplaires sont commandés fin 2015 pour la marine royale saoudienne dans le cadre d'un contrat de 1,9 milliard de dollars américains, le premier est livré le 31 octobre 2018.
En juillet 2019, la marine grecque est autorisée à en acheter 7 exemplaires,.
Le 25 février 2020, un contrat pour 24 appareils destinés à la marine indienne d'une valeur de 2,6 milliards de dollars est officialisé. Les deux premiers sont réceptionnés le 16 juillet 2021.

## HH-60J "Jayhawk"

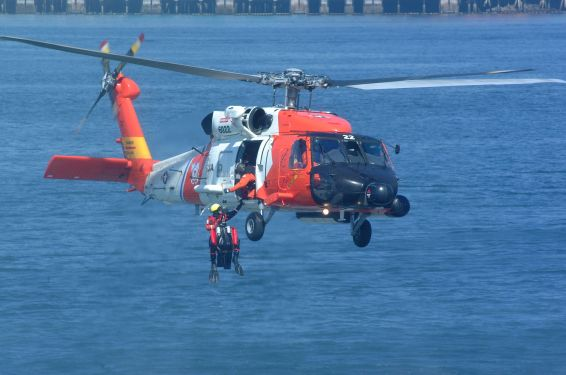
HH-60 récupérant un sauveteur

Le HH-60J Jayhawk est l'hélicoptère de sauvetage « moyen » utilisé par la garde côtière des États-Unis (USCG). Il a été sélectionné pour remplacer le HH-3F Pelican. 
Le Jayhawk est dérivé du HH-60H "Rescue Hawk". Son développement commença en 1986 et les premiers hélicoptères ont été livrés au début des années 1990. Au total, Sikorsky a construit 42 Jayhawk.
Il est équipé d'un radar, de réservoirs supplémentaires et d'un treuil. une tourelle FLIR peut être montée sous le nez. 
Il peut voler sur 300 nautiques, rester 45 minutes sur place, secourir 6 personnes et revenir à son point de départ avec une réserve de carburant. À la différence de son prédécesseur, il n'est pas amphibie et ne peut donc pas se poser en mer.
Bien qu'il soit basé à terre, il peut aussi être embarqué sur des navires de l'USCG.

## MH-60T "Jayhawk"
Le MH-60T est une version modernisée du HH-60J "Jayhawk". Il a été développé pour remplir les nouvelles missions confiées à  l'USCG depuis qu'elle fait partie du département américain de la Sécurité intérieure américain (Department of Homeland Security).
À l'origine le plan de modernisation, de l'USCG "Deepwater" prévoyait d'acheter un nouvel appareil. Aujourd'hui, cette idée a été abandonnée au profit d'une modernisation de tous les HH-60J.
Les premiers appareils ont été livrés en 2009. Les autres appareils seront rénovés avant 2020.
Ce programme prévoit un nouveau cockpit « tout-écran », un nouveau radar, un FLIR, de nouveaux moteurs, une structure rénovée et une protection contre les armes de petit calibre.
Le MH-60T peut être équipé d'une mitrailleuse en sabord pour les tirs d'arrêt.

## Opérateurs
Arabie saoudite
- 10 MH-60R pour la Marine royale saoudienne livrés à partir du 31 octobre 2018.

 États-Unis
- United States Navy
  - SH-60B
  - SH-60F
  - HH-60H
  - MH-60R
  - MH-60S
- United States Coast Guard
  - HH-60J
  - MH-60T

 Australie
- 24 MH-60R Seahawk utilisés par les Forces aériennes de la marine australienne (commandés en 2011, fin de livraison en 2016), remplacent 16 S-76B-2 Seahawk en service de 1990 à 2017[7]

 Brésil
- 4 S-70B Seahawk (livraison en 2009) pour la marine brésilienne

 Espagne
- S-70B-1 pour l'armada espagnole, équipé de la torpille Mark 46 pour la lutte anti-sous-marine.
- 2 SH-60F pour l'armada espagnole commandés le 2 décembre 2016, 6 prévus au total[8]

 Grèce
- 3 S-70B et 8 S-70B-6 Aegean Hawk en 2018[9], 7 MH-70R commandés en 2019.

 Japon
- Force maritime d'autodéfense japonaise

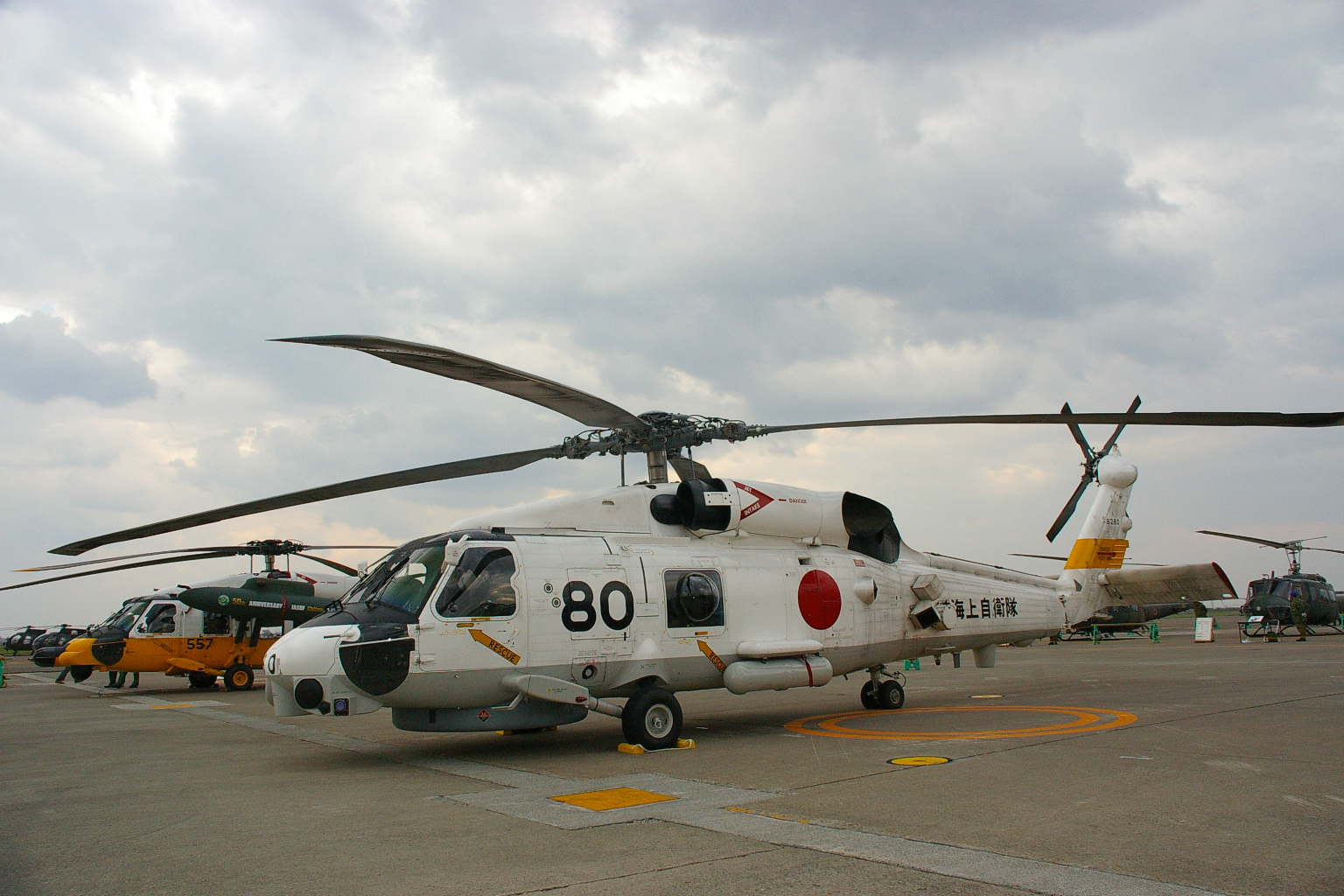
SH-60J de la Force maritime d'autodéfense japonaise sur l'aéroport d'Okadama

  - SH-60J Construit sous licence par Mitsubishi. Basé sur le SH-60B et le SH-60F sauf pour l'électronique qui est japonaise.
  - SH-60K Évolution du SH-60J. La cabine est plus longue.

 Inde
- Marine indienne
  - 24 MH-60R devant être livrés à partir de juillet 2021 pour remplacer les Sea King.

 Taïwan
- 19 S-70C(M)-1 pour la marine de la république de Chine

 Thaïlande
- S-70B-7

 Turquie
- 25 S-70B-28 Sea Hawk